# Stanko Dodig
Stanko Dodig (Međugorje, 10. srpnja 1949.) je hrvatski katolički svećenik iz reda kapucina. 

## Životopis
Rođen je 10. srpnja 1949. u Međugorju. Osnovnu školu završio je u Međugorju i Čitluku. U Franjevačku klasičnu gimnaziju u Visokom upisao se 1968. godine. Franjevački je habit odjenuo u Rijeci 1974., a teološki studij završio u Zagrebu gdje je položio svečane zavjete i bio zaređen za svećenika 26. lipnja 1977. godine. Mladu misu proslavio je u Međugorju 17. srpnja 1977., a 25 godina svećeništva proslavio je 14. srpnja u Rijeci, gdje je 26 godina bio župnik u crkvi Majke Božje Lurdske, pet je puta bio gvardijan Kapucinskog samostana, župni i deset godina katedralni dekan, povjerenik Apostolata mora Riječke nadbiskupije. Počasni je građanin grada Rijeke i Kraljevice.
Vicepostulator je kauze za proglašenje blaženim fra Ante Tomičića, koji bi trebao postati prvi riječki blaženik.
Nakon 32 godine obitavanja u Rijeci, premješten je u Dubrovnik. U veljači 2012. godine izabran je za predsjednika Biskupijskog vijeća za ustanove posvećenog života u Dubrovačkoj biskupiji.